# بشتة قلعه (مقاطعة فارياب)
بشتة قلعه (بالفارسية: پشته قلعه) هي قرية تقع في البلدة المركزية في إيران. يقدر عدد سكانها بـ 167 نسمة بحسب إحصاء 2016.